# Eduardo Gutiérrez (Fußballspieler)
Eduardo Gutiérrez Valdivia (* 17. Januar 1925 in Cochabamba; † unbekannt) war ein bolivianischer Fußballtorwart. Er nahm mit der bolivianischen Nationalmannschaft an der Fußball-Weltmeisterschaft 1950 teil. 

## Karriere

### Verein
Auf Vereinsebene spielte Eduardo Gutiérrez von 1947 bis 1953 für den CD Ingavi. Weitere Stationen sind nicht belegt.

### Nationalmannschaft
Gutiérrez nahm mit der Nationalmannschaft an den Südamerikameisterschaften 1947, 1949 und 1953 teil. Bestes Ergebnis für Bolivien war 1949 der vierte Platz. Im Folgejahr nahm er mit Bolivien an der Weltmeisterschaft in Brasilien teil. Dort kam er im einzigen Spiel gegen den späteren Weltmeister Uruguay zum Einsatz. Insgesamt bestritt er 20 Länderspiele.